# 李天生 (足球運動員)
李天生（1906年4月4日—?），男，香港足球運動員和教練，活躍於1920年代至戰前，司職中堅，有「 鐵鏟」、「 天王」之稱號。

## 簡歷
李天生生於香港，1924年加入南華會，1926年球會發生「聯愛團」事件後始獲重用，與譚江柏成為後防搭檔。1930年代，李天生赴廣州為廣州市警隊服務，但仍繼續於周末為南華踢球。1940年，轉投新加入甲組聯賽的星島。1942年，到上海踢西聯會聯賽。
1947年，41歲的李天生回港加入新球隊九巴，一年後退役。他繼續留在九巴擔任教練工作，並作為主教練至1958年，期間一直於九龍巴士上班，是九龍城區的站長，1964年榮休。
李天生兒子李磊光亦是一名足球員，曾效力於星島及東華等球會。

## 國際賽生涯
1931年，代表香港隊出戰對上海的埠際賽。1930年和1934年，代表中國隊出戰遠東運動會，均奪得冠軍。1936年，李天生為中國隊遠赴德國柏林，首度出戰奧運會足球賽。

## 外部連結
Olympedia - Li Tiansheng （页面存档备份，存于）